# Berlitz International
Berlitz International, Inc. és una empresa de serveis lingüístics fundada per Maximilian Berlitz el 1878 a Providence (Estats Units). El seu net, Charles Berlitz, hi col·laborà escrivint diccionaris de butxaca i guies de conversa per a turistes, a més de promoure la difusió de cursos en suport magnètic. Actualment hi ha unes 550 escoles Berlitz, repartides per més de setanta països (amb dos centres a Barcelona i un a València, per exemple).

## Història

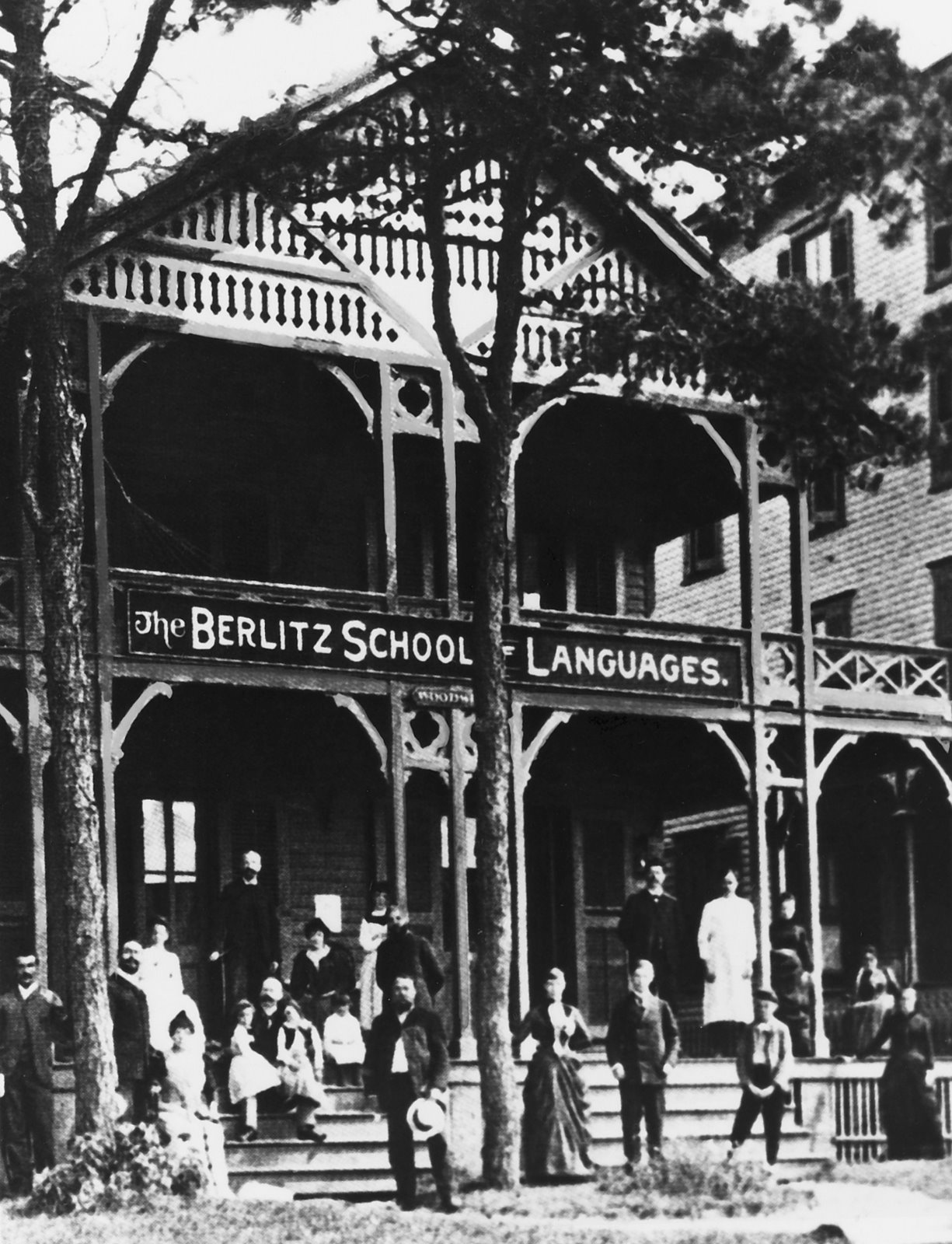
The first Berlitz Language School in Providence, Rhode Island (1878)

1878: La primera escola d'idiomes Berlitz
Maximilian Berlitz, nascut a Alemanya el 1852 en una família d'educadors i matemàtics, va emigrar als Estats Units el 1870 i es va establir a Westerly, Rhode Island. El 1877, es va traslladar a Providence, on va ensenyar idiomes al Bryant and Stratton National Business College, més tard conegut com a Warner’s Polytechnic Business College. El 1878, Berlitz va fundar la primera Escola d'Idiomes Berlitz a Providence. Amb un domini fluid de diversos idiomes, va buscar alternatives al mètode tradicional de gramàtica i traducció i va començar a desenvolupar un enfocament més interactiu i basat en la immersió per a l'ensenyament d'idiomes.
Dècada de 1880: El mètode Berlitz
En els primers dies de l'escola, Maximilian Berlitz va ser pioner en el mètode Berlitz, emfatitzant l'aprenentatge conversacional i la participació activa dels estudiants. Va contractar un assistent de parla francesa, cosa que va revelar que les tècniques d'immersió eren més efectives que els mètodes tradicionals de traducció gramatical. Aquest enfocament va revolucionar l'aprenentatge d'idiomes centrant-se en la immersió des del primer dia d'instrucció.
Dècada del 1880-1900: Expansió a Europa i més enllà
A mesura que la demanda augmentava, aviat van aparèixer noves ubicacions arreu dels Estats Units i, a finals de la dècada del 1880, Berlitz havia fet els seus primers passos a l'estranger, obrint escoles a Berlín, París i Londres. A finals del segle XIX, l'empresa dirigia prop de 100 escoles a tot el món. A la dècada del 1950, Berlitz va obrir el seu primer centre d'idiomes llatinoamericans a Mèxic, seguit de ubicacions al Brasil, Veneçuela, Argentina, Colòmbia, Xile i Perú. El 1966, Berlitz va arribar a Àsia, començant amb un centre d'idiomes a Tòquio.
Primera i Segona Guerra Mundial: Lideratge femení
Durant les dues guerres mundials, Berlitz es va enfrontar a reptes, inclosa la pèrdua del lideratge masculí a causa del servei militar. Com a resultat, moltes de les escoles van ser dirigides per dones, que van tenir un paper fonamental en el manteniment de les operacions i en la garantia que les classes continuessin malgrat la crisi global.
Dècada de 1960: L'era daurada de l'expansió
A la dècada de 1960, Berlitz va entrar en una nova fase de creixement, impulsada per l'augment dels viatges internacionals i la creixent demanda d'aprenentatge de l'anglès, especialment a causa de la influència política i cultural dels Estats Units. Durant aquest període, Charles Berlitz, el nét de Maximilian Berlitz, va desenvolupar les Guies de viatge Berlitz, que es van fer molt populars i van ajudar a establir encara més la marca global de l'empresa.
1964: Introducció de Berlitz Total Immersion
Berlitz va llançar el seu programa d'aprenentatge d'idiomes més intensiu, Berlitz Total Immersion, el 1964. Aquest programa va ser dissenyat per oferir una immersió lingüística i cultural completa a través de lliçons personalitzades que tenien lloc en entorns reals, com ara dinars amb un professor o la participació en sessions paral·leles amb dos instructors.
Dècada del 1980: La Fundació Berlitz i l'aprenentatge d'idiomes infantils
A la dècada del 1980, Berlitz va ampliar la seva oferta per incloure l'educació lingüística per a nens, llançant Berlitz Kids el 1982. Berlitz també va començar a donar suport a causes socials, amb la Fundació Berlitz creada el 2006 per donar suport a l'educació i els drets dels nens, especialment a la regió del Sahel d'Àfrica.
Dècada del 2000: Adaptació a l'era digital
Amb l'arribada dels ordinadors personals, Berlitz va adoptar l'educació digital introduint cursos en línia a principis de la dècada del 2000. Aquests cursos reflectien les lliçons tradicionals a l'aula, però oferien la comoditat de l'aprenentatge remot. Berlitz també permetia als estudiants gravar lliçons per facilitar-ne la revisió.
Berlitz avui
A dia d'avui, Berlitz opera a més de 70 països i ofereix instrucció d'idiomes per a diversos públics, inclosos professionals, nens i viatgers. L'empresa integra el seu enfocament tradicional d'ensenyament basat en la immersió amb tecnologies digitals per adaptar-se a les necessitats educatives en constant evolució.

## El mètode Berlitz
"El mètode Berlitz" utilitza el mètode directe i se centra en l'ús del llenguatge com a eina de comunicació. El mètode directe, a diferència del mètode tradicional de traducció gramatical, defensa l'ensenyament només a través de la llengua de destinació, amb la raó de ser que els estudiants podran elaborar regles gramaticals a partir de la llengua d'entrada proporcionada, sense necessàriament poder explicar les regles obertament. Avui dia, hi ha una varietat de mètodes i teories derivades que van trobar els seus inicis en els elements naturals i comunicatius que van ser pioners per Berlitz.

## Propietat corporativa i transicions

### Època de la propietat de Macmillan, Inc
El 1966, Berlitz es va convertir en una filial de Macmillan, Inc. Robert Strumpen-Darrie va continuar com a president fins a la seva jubilació el 1970, Raphael Alberola va esdevenir CEO durant uns 4 o 5 anys i després Elio Boccitto va dirigir l'empresa durant la major part de la dècada de 1980. El novembre de 1988, Maxwell Communication Corporation es va fer càrrec de Macmillan i, només un any després, Berlitz va sortir a borsa.
El 19 d'agost de 1992, Berlitz International Inc. va anunciar que havia signat un acord definitiu per vendre una participació del 67% a la Fukutake Publishing Company, i que la fusió s'hauria de completar a finals d'any. El 28 de gener de 1993, Berlitz International Inc. va anunciar que una ordre judicial que separava l'empresa de serveis lingüístics de la fallida Maxwell Communication Corporation havia aplanat el camí per a la fusió pendent de Berlitz, mentre que els accionistes van aprovar la fusió en una reunió d'accionistes a Nova York celebrada el mateix dia, i la fusió es va tancar el 8 de febrer de 1993.

### Època de propietat de Benesse Corporation
El 2001, Berlitz es va convertir en una filial propietat al 100% de Benesse Corporation. El 2002, Berlitz Publishing va ser venuda a Langenscheidt. Avui dia, Berlitz Publishing és propietat d'APA Publications, dirigida per René Frey, i la venda de Berlitz Publishing i Insight Guides per part de Langenscheidt va tenir lloc a principis del 2014.
L'1 de novembre de 2010, Berlitz International, Inc. ha anunciat el canvi de nom de Berlitz International, Inc. a Berlitz Corporation, amb efecte el mateix dia.
El febrer de 2022, totes les accions de Berlitz Corporation en poder de Benesse Holdings es van transferir a Berlitz Holdings, una empresa constituïda mitjançant una inversió del 100% per ILSC Holdings. LP (propietaria d'ILSC Education Group, una empresa dedicada a negocis d'educació lingüística com ara estudis a l'estranger). Al mateix temps, el Consell d'Administració de Benesse Holdings va transferir totes les accions de Berlitz Japan (el 15,75% de totes les accions en poder de Benesse) a Berlitz.

## Filials
- Berlitz Japan, Inc. (ベルリッツ・ジャパン株式会社): Primera sucursal de Berlitz al Japó, establerta a Akasaka el 1966.
- ELS Educational Services, Inc.: El 1988, Berlitz International, Inc. va adquirir Language Institute for English (L.I.F.E.), que més tard es va convertir en ELS Language Centers.
- Second Language Testing, Inc.: S'especialitza en el desenvolupament de proves de competència en segones llengües i la traducció i adaptació de proves d'assoliment estandarditzades a les llengües i cultures natives dels estudiants. El 7 de març de 2011, Berlitz Corporation va anunciar l'adquisició de Second Language Testing, Inc. (SLTI).
- Telelangue SA: L'11 d'agost de 2011, Berlitz Corporation va anunciar l'adquisició de Telelangue SA.

### Antigues filials
- Phoenix Associates Co., Ltd. (フェニックス アソシエイツ株式会社): El 2009, Berlitz va adquirir Phoenix Associates Co., Ltd., va anunciar la fusió de Phoenix Associates Co., Ltd. Co., Ltd. a Berlitz Japan, Inc., a partir del 2013-01-01.[11]
- Berlitz Publishing (Apa Publications (UK) Ltd): La marca editorial de Berlitz, propietat de Langenscheidt del 2002 al 2014, i després venuda i dirigida per René Frey.

## Sindicats
Al Japó, els professors de Berlitz estan representats per diversos sindicats. A la regió de Kansai estan representats pel Sindicat General, i a la regió de Kanto estan representats per Begunto, el Sindicat General de Berlitz de Tòquio, que forma part de Tozen, i el Sindicat de Berlitz a NUGW que pertany al Consell Sindical Nacional.
A Alemanya, els professors i el personal d'oficina estan representats per GEW. El novembre de 2010, la direcció va intentar per primera vegada recuperar els guanys dels empleats dels darrers 30 anys per tal de reduir substancialment les condicions garantides en el conveni col·lectiu, amenaçant d'acomiadar fins a la meitat dels professors contractats si no s'acordaven les devolucions.

## Acció industrial

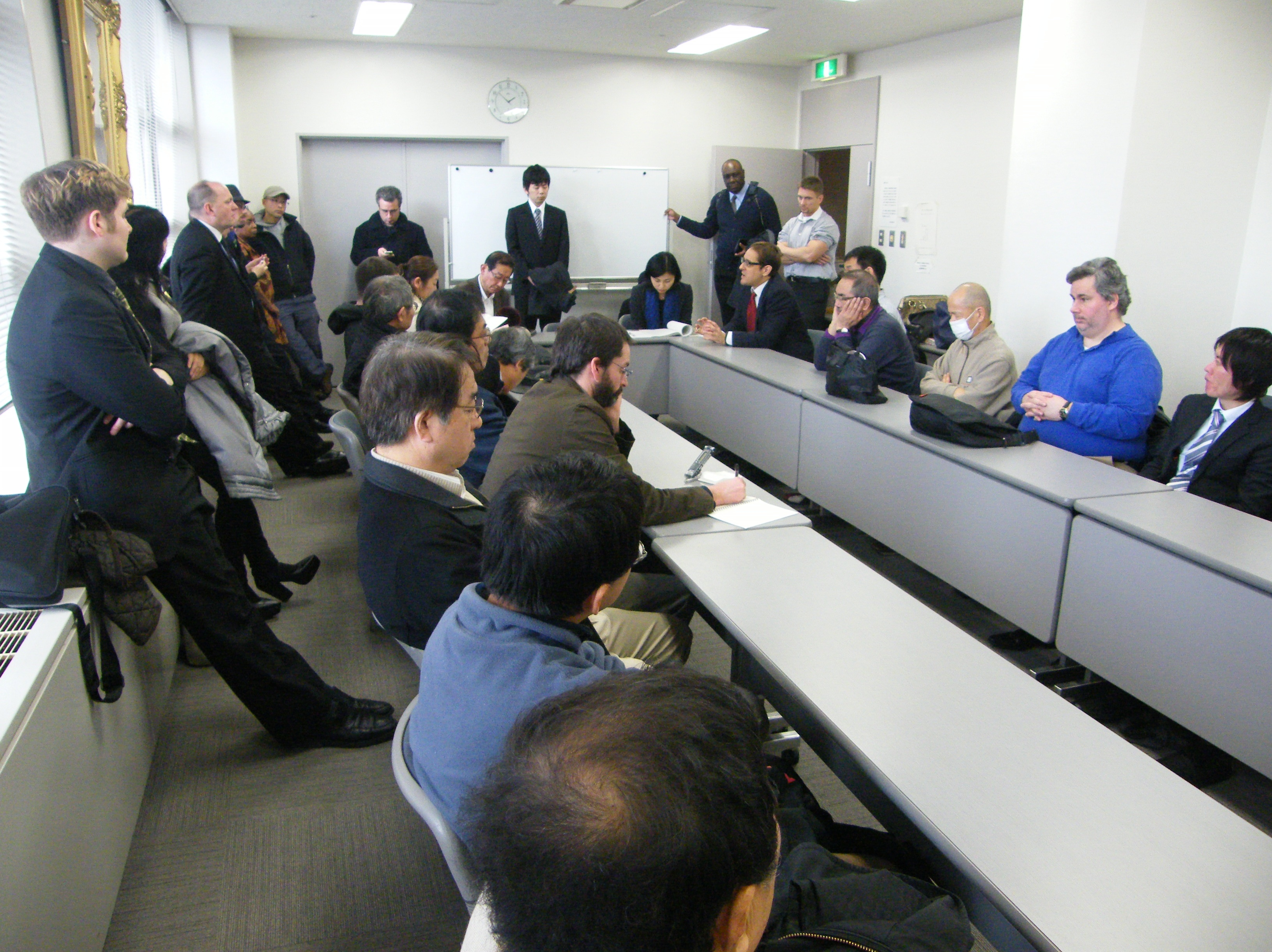
Union members and supporters hear the details of the Tokyo District Court ruling on February 27, 2012.

Tot i que la situació a Berlitz és diferent d'un país a un altre, al Japó hi ha hagut una acció industrial substancial, inclosa la vaga de Berlitz Japan del 2007-2008 organitzada per Begunto, que es va convertir en la vaga sostinguda més llarga i gran entre professors d'idiomes al Japó. Berlitz va presentar una demanda contra el sindicat pels danys que diu que va patir durant la vaga, però la demanda va ser rebutjada pel Tribunal del Districte de Tòquio el 27 de febrer de 2012. En una setmana, Berlitz va apel·lar la sentència davant l'alt tribunal, amb la primera data del judici el 28 de maig de 2012. L'audiència final es va celebrar el 27 de desembre de 2012, quan es va arribar a un acord entre Berlitz i el sindicat. Berlitz va retirar la seva demanda davant l'alt tribunal i també es van establir noves normes per a la negociació col·lectiva. Es tornaran a dur a terme en anglès, després que l'idioma es canviés al japonès anteriorment. Berlitz també va prometre revelar més informació financera al sindicat. L'empresa també va acceptar pagar un augment salarial bàsic als membres actuals del sindicat més una bonificació global al sindicat.
El 2010, els empleats dels centres d'idiomes Berlitz a Alemanya van patir un conflicte laboral important, ja que la direcció planejava acomiadar gairebé 70 professors contractats per tal d'estalviar diners amb una plantilla de professionals autònoms.